# Sân bay Dschang
Sân bay Dschang (IATA: DSC, ICAO: FKKS) là một sân bay ở Dschang, Cameroon.